# (21532) 1998 OY
1998 أو واي (ويعرف أيضًا باسم (21532) 1998 أو واي وفق تسمية الكوكب الصغير) (بالإنجليزية: 1998 OY)‏ هو كويكب ضمن حزام الكويكبات؛ وترتيبه 21532 من حيث الاكتشاف.
اكتُشف هذا الجُرم الفلكي بواسطة OCA–DLR Asteroid Survey ‏ في 20 يوليو 1998.

## وصلات خارجية
- (21532) 1998 OY في قاعدة بيانات مختبر الدفع النفاث لأجرام النظام الشمسي الصغيرة

- الاكتشاف · مخطط المدار ·  العناصر المدارية · المعلمات المادية

- (21532) 1998 OY على موقع ويكي سكاي: DSS2, SDSS, GALEX, IRAS, Hydrogen α, X-Ray, Astrophoto, Sky Map, Articles and images